# Gran Premio Latinoamericano
El Gran Premio Latinoamericano (ex Gran Premio Asociación Latinoamericana de Jockey Clubes e Hipódromos) es una carrera de caballos originalmente destinada a aquellos que compiten en hipódromos sudamericanos. Es la carrera emblemática de la Organización Sudamericana de Fomento del Pura Sangre de Carrera (OSAF), el organismo  que representa activamente a las entidades de turf de toda Sudamérica en los foros internacionales. Actualmente esta carrera es la prueba más importante de Latinoamérica, y con la mayor bolsa de premios disponibles. Desde el año 2014 fue patrocinado por Longines, el acuerdo con la marca de relojes suiza culminó después de disputada la edición 2023 en el Hipódromo de San Isidro.
El Hipódromo Presidente Remón de Panamá en 2009 y el Hipódromo de las Américas de México en 2011 han sido incorporados a la Asociación Latinoamericana de Jockey Clubes e Hipódromos para recibir la prueba en el futuro. En el mismo año 2011 también fueron incorporados el Hipódromo Argentino de Palermo y el Valparaíso Sporting (Chile) como sedes para disputar esta carrera. Tiene carácter anual y la sede del evento es rotativa.
En la versión 2018 Chile fue excluido de participar luego de haber estado presente en todas las ediciones, la decisión fue tomada por las autoridades santarias uruguayas debido a algunos casos de Influenza Equina ocurridos en Chile, por esa razón el Club Hípico de Santiago, recibió la prueba el año 2019.
La versión 2020 marcó un precedente dentro de esta prueba. Debido a la pandemia mundial por Coronavirus (COVID-19), se suspendieron las actividades extrahipicas y la jornada se corrió sin público en el Hipódromo de San Isidro. 
La versión 2021 de este clásico tuvo una importante variación, debido a las consecuencias e implicancias de la pandemia mundial por Coronavirus (COVID-19), las autoridades del Hipódromo de Monterrico (recinto que estaba asignado para llevar a cabo la prueba en 2021) declararon que no estaban en condiciones de realizar el "Latinoamericano", por lo que la OSAF mediante un comunicado con fecha 3 de diciembre de 2020 decidió cambiar la sede de este clásico al Hipódromo de Maroñas, como también la fecha, excepcionalmente se corrió el domingo 24 de octubre de 2021, coincidiendo además con los 40 años de la disputa del primer Latinoamericano en la misma pista.
La versión 2023 tuvo una nueva variación, por una petición formal del Hipódromo de San Isidro a la OSAF, se corrió este clásico el sábado 7 de octubre (coincidiendo con la fecha del Gran Premio Jockey Club) y también cambió la condición de la carrera, en esta oportunidad fue para todo caballo de 4 años y más edad, ya que los potrillos y potrancas de 3 años a la fecha estaban disputando sus respectivos procesos generacionales. 
La versión 2024 no tuvo representación argentina, algunos factores fueron el desinterés de los propietarios invitados para participar (Palermo), y los ejemplares nominados por el Jockey Club Argentino (primero Pepe Joy y después Sofware) no estaban al 100%, sumado el viaje para ir a competir a Lima y el poco tiempo de adaptación hizo inviable la participación (San Isidro). 
Es la prueba peso-por-edad más importante de Sudamérica. Esta prueba es para caballos purasangres de 3 años o más de edad, apuntados por los respectivos hipódromos, y se disputa sobre 2000 metros (en el Latinoamericano de 2017 que se disputó en el Valparaíso Sporting, se hizo una excepción respecto a la distancia, se corrió sobre 2400 metros).

## Sedes
Argentina ha recibido la prueba en doce ocasiones, siete en el Hipódromo de San Isidro, (1982, 1992, 1998, 2005, 2011, 2020 y 2023), tres en el Hipódromo de La Plata (1989, 1994 y 2007), y dos en el Hipódromo Argentino de Palermo (2012 y 2015). Chile ha recibido la prueba en once oportunidades, seis veces en el Hipódromo Chile (1984, 1990, 1997, 2004, 2013, y 2022), cuatro veces en el Club Hípico de Santiago (1988, 1995, 2010 y 2019)  el Valparaíso Sporting Albergo solo una vez el año (2017). Perú la ha recibido seis veces en el Hipódromo de Monterrico (1987, 1993, 1999, 2008, 2014 y 2024), mientras que Uruguay la ha recibido en cuatro ocasiones en el Hipódromo de Maroñas (1981, 2006, 2018 y 2021). En Brasil se ha recibido la prueba seis veces, el Hipódromo de Cidade Jardim en tres oportunidades (1983, 1991 y 2009), y el Hipódromo de La Gávea también en tres ocasiones (1985, 1996 y 2016), mientras que en una sola oportunidad se disputó en el Hipódromo venezolano de La Rinconada (1986).
| Veces | Sede                     | Años                                      |
| ----- | ------------------------ | ----------------------------------------- |
| 7     | Hipódromo de San Isidro  | 1982, 1992, 1998, 2005, 2011, 2020 y 2023 |
| 6     | Hipódromo Chile          | 1984, 1990, 1997, 2004, 2013, y 2022      |
| 6     | Hipódromo de Monterrico  | 1987, 1993, 1999, 2008, 2014, 2024        |
| 4     | Club Hípico de Santiago  | 1988, 1995, 2010 y 2019                   |
| 4     | Hipódromo de Maroñas     | 1981, 2006, 2018 y 2021                   |
| 4     | La Gavea                 | 1985, 1996, 2016 y 2025                   |
| 3     | Cidade Jardim            | 1983, 1991 y 2009                         |
| 3     | Hipódromo de La Plata    | 1989, 1994 y 2007                         |
| 2     | Hipódromo de Palermo     | 2012 y 2015                               |
| 1     | Valparaíso Sporting Club | 2017                                      |
| 1     | Hipódromo La Rinconada   | 1986                                      |

## Participaciones de jocketas
Hasta la edición 2015 sólo dos jocketas participaron en esta prueba. La primera jockey mujer en correr esta carrera fue Marina Lezcano en el año 1984 con el caballo argentino El Asesor. La segunda en hacerlo fue su compatriota argentina Andrea Marinhas, quien condujo al caballo Cafrune en la edición del año 2011.

## Historial
| Año  | Sede                           | Distancia         | Pista             | Ganador           | País              | Padrillo          | País              | Yegua Madre       | País              | Jinete             | Entrenador              | Stud                              | Tiempo            |
| ---- | ------------------------------ | ----------------- | ----------------- | ----------------- | ----------------- | ----------------- | ----------------- | ----------------- | ----------------- | ------------------ | ----------------------- | --------------------------------- | ----------------- |
| 2025 | Hipódromo Chile                | 2.000 metros      | Césped            | DOÑA CLOTA        |                   | Iván Denisovich   |                   | Delfa             |                   | Óscar Ulloa        | Patricio Baeza A.       | Doña Lili                         | 2.07.44           |
| 2024 | Monterrico                     | 2.000 metros      | Arena             | MANYUZ            |                   | Run Away and Hide |                   | Viva La Flag      |                   | Carlos Trujillo    | Juan Suárez Villarroel  | Jet Set                           | 2:04.38           |
| 2023 | San Isidro                     | 2.000 metros      | Césped            | DOUTOR SUREÑO     |                   | Agnes Gold        |                   | Notavel Sureña    |                   | José Severo        | Victorio Fornasaro Neto | Haras Moema                       | 1:58.02           |
| 2022 | Hipódromo Chile                | 2.000 metros      | Arena             | O'CONNOR          |                   | Boboman           |                   | Torrente de Agua  |                   | Jorge A. González  | Carlos Urbina H.        | Irlandés                          | 2:03.63           |
| 2021 | Maroñas                        | 2.000 metros      | Arena             | AERO TREM         |                   | Shanghai Bobby    |                   | Piace Molto       |                   | Vagner Leal        | Antonio L. Cintra       | Haras Old Friends                 | 1:59.16           |
| 2020 | San Isidro                     | 2.000 metros      | Césped            | TETAZE            |                   | Equal Stripes     |                   | Delirada          |                   | Gustavo Calvente   | Roberto Pellegatta      | Egalite de 9                      | 2:03.71           |
| 2019 | Club Hípico de Santiago        | 2.000 metros      | Césped            | YA PRIMO          |                   | Mastercraftsman   |                   | Yo Quisiera       |                   | Jeremy Laprida     | Guillermo Aguirre A.    | La Pacita                         | 1:56.68           |
| 2018 | Maroñas                        | 2.000 metros      | Arena             | ROMAN ROSSO       |                   | Roman Ruler       |                   | Rose City         |                   | Wilson Moreyra     | Jorge Mayansky Neer     | La Primavera                      | 2:02.05           |
| 2017 | Valparaíso Sporting            | 2.400 metros      | Césped            | SIXTIES SONG      |                   | Sixties Icon      |                   | Blissful Song     |                   | Juan Cruz Villagra | Alfredo Gaitán Dassie   | Santa Elena                       | 2:24.88           |
| 2016 | La Gavea                       | 2.000 metros      | Césped            | SOME IN TIEME*    |                   | Shirocco          |                   | Orma Giusta       |                   | Waldomiro Blandi   | Gladston F. Santos      | Oitavo Stud/Haras Princesa do Sul | 1:59.14           |
| 2015 | Palermo                        | 2.100 metros      | Arena             | LIBERAL           |                   | Meal Penalty      |                   | Democracia        |                   | Edwin Talaverano   | Camilo Traverso II      | The Fathers                       | 2:09.81           |
| 2014 | Monterrico                     | 2.000 metros      | Arena             | LIDERIS           |                   | Mizzen Mast       |                   | Block             |                   | Juan E. Enriquez   | Rómulo R. Herrera       | OP Stables                        | 2:07.52           |
| 2013 | Hipódromo Chile                | 2.000 metros      | Arena             | SABOR A TRIUNFO   |                   | Dance Brightly    |                   | Sally Mash        |                   | David Sánchez      | Alejandro Aguado C.     | Haras Trafalgar                   | 2.04.66           |
| 2012 | Palermo                        | 2.100 metros      | Arena             | QUICK CASABLANCA  |                   | Until Sundown     |                   | Quick             |                   | Gonzalo Ulloa      | Juan P. Baeza J.        | Carillanca                        | 2:05.82           |
| 2011 | San Isidro                     | 2.000 metros      | Césped            | BRADOCK           |                   | Keseff            |                   | Samara            |                   | Carlos Trujillo    | Jorge Salas Vera        | Myrna                             | 2:00.39           |
| 2010 | Club Hípico de Santiago        | 2.000 metros      | Césped            | BELLE WATLING     |                   | Dushyantor        |                   | Biala             |                   | Hector I. Berríos  | Patricio Baeza A.       | Don Theo                          | 1:59.81           |
| 2009 | Cidade Jardim                  | 2.000 metros      | Césped            | HOT SIX           |                   | Burooj            |                   | Babysix           |                   | Jorge Leme         | Givinaldo Duarte        | Estrela Energía                   | 2:03.04           |
| 2008 | Monterrico                     | 2.000 metros      | Arena             | DEEPAK            |                   | Pikepass          |                   | Unbridled Queen   |                   | Carlos Trujillo    | Jorge Salas Vera        | Myrna                             | 2:08.40           |
| 2007 | La Plata                       | 2.100 metros      | Arena             | GOOD REPORT       |                   | Ride the Rails    |                   | Good Pearl        |                   | Jorge Ricardo      | Luis Belela             | Santa Teresa                      | 2:10.40           |
| 2006 | Maroñas                        | 2.000 metros      | Arena             | LATENCY           |                   | Slew Gin Fizz     |                   | Latencia          |                   | Julio C. Méndez    | Juan B. Udaondo         | Las Dos Manos                     | 2:00.27           |
| 2005 | San Isidro                     | 2.000 metros      | Césped            | DON INCAUTO       |                   | Roy               |                   | Inspiration       |                   | Jorge Valdivieso   | Carlos D. Etchechoury   | San Benito                        | 1:57.92           |
| 2004 | Hipódromo Chile                | 2.000 metros      | Arena             | COMANDO INTIMO    |                   | Riyadian          |                   | Zilliant          |                   | Luis Torres        | Félix Banda             | El Castillo                       | 2:07.40           |
| 2003 | Hipódromo de San Isidro        | 2.000 metros      | Césped            | PLEITO            |                   | Paradise Found    |                   | Manchuriana       |                   | Héctor Barrera     | Carlos Conejeros A.     | Triunvirato                       | 2.08.85           |
| 2002 | Hipódromo Argentino de Palermo | 2.000 metros      | Arena             | VICIOUS BOY       |                   | Golden Voyager    |                   | Vicious Queen     |                   | Manuel Martínez    | Carlos Conejeros A.     | Colo Colo                         | 2.08.99           |
| 2001 | Club Hípico de Santiago        | 2.000 metros      | Césped            | PITUCAZA          |                   | Hussonet          |                   | Wicha             |                   | Michelle Castillo  | Gerardo Silva B.        | Constanza                         | 1.58.47           |
| 2000 | Cidade Jardim                  | Carrera cancelada | Carrera cancelada | Carrera cancelada | Carrera cancelada | Carrera cancelada | Carrera cancelada | Carrera cancelada | Carrera cancelada | Carrera cancelada  | Carrera cancelada       | Carrera cancelada                 | Carrera cancelada |
| 1999 | Monterrico                     | 2.000 metros      | Arena             | MADAME EQUIS      |                   | Book the Band     |                   | Universitaria     |                   | Edwin Talaverano   | Mario Morales           | Capri                             | 2:03.39           |
| 1998 | San Isidro                     | 2.000 metros      | Césped            | JIMWAKI           |                   | Gem Master        |                   | Winwaki           |                   | Jorge Ricardo      | José Martins Alves      | Equilia                           | 1:57.46           |
| 1997 | Hipódromo Chile                | 2.000 metros      | Arena             | PREPO             |                   | Inchwood          |                   | Preppy            |                   | Héctor Barrera     | Pedro Melej R.          | Hermanos                          | 2:02.40           |
| 1996 | La Gavea                       | 2.000 metros      | Césped            | MUCH BETTER       |                   | Baynoun           |                   | Charming Doll     |                   | Jorge Ricardo      | José Luiz Maciel        | T. N. T.                          | 2:04.80           |
| 1995 | Club Hípico de Santiago        | 2.000 metros      | Césped            | PATIO DE NARANJOS |                   | Gallantsky        |                   | Dosis             |                   | Pedro Santos       | Alfredo Bagú R.         | Nadia                             | 1:59.40           |
| 1994 | La Plata                       | 2.100 metros      | Arena             | MUCH BETTER       |                   | Baynoun           |                   | Charming Doll     |                   | Jorge Ricardo      | José Luiz Maciel        | T. N. T.                          | 2:11.20           |
| 1993 | Monterrico                     | 2.000 metros      | Arena             | STASH             |                   | Stack             |                   | Simper            |                   | Edwin Talaverano   | Miguel Salas            | Azul Marino                       | 2:06.40           |
| 1992 | San Isidro                     | 2.000 metros      | Césped            | POTRILLON         |                   | Ahmad             |                   | Azalita           |                   | Pablo Falero       | Juan C. Maldotti        | Tori                              | 1:59.40           |
| 1991 | Cidade Jardim                  | 2.000 metros      | Césped            | FALCON JET        |                   | Ghadeer           |                   | Victress          |                   | Jorge Ricardo      | José Luiz Maciel        | Santa Ana do Rio Grande           | 1:59.20           |
| 1990 | Hipódromo Chile                | 2.000 metros      | Arena             | EDIPO REY         |                   | Semenenko         |                   | Espumita          |                   | Danilo Salinas     | Samuel Fuentes P.       | Matancilla                        | 2:04.00           |
| 1989 | La Plata                       | 2.100 metros      | Arena             | SAVAGE TOSS       |                   | Egg Toss          |                   | Sibaritante       |                   | Jorge Valdivieso   | Carlos R. Bianchi       | La Biznaga                        | 2:10.33           |
| 1988 | Club Hípico de Santiago        | 2.000 metros      | Césped            | DORTICOS          |                   | Domineau          |                   | Farrerita         |                   | Sergio Vásquez     | Jorge Inda Meyer        | Cinco Estrellas                   | 1:58.40           |
| 1987 | Monterrico                     | 2.200 metros      | Arena             | GALENO            |                   | Santorín          |                   | Codicia           |                   | Víctor Bardales    | Luis Melgar             | Nancy                             | 2:19.40           |
| 1986 | La Rinconada                   | 2.000 metros      | Arena             | LUTZ              |                   | Lord Layabout     |                   | Presunción        |                   | Víctor Bardales    | Sabino Arias            | Atlántico                         | 2:07.60           |
| 1985 | La Gavea                       | 2.000 metros      | Césped            | OLD MASTER        |                   | Sabinus           |                   | Ice Queen         |                   | Francisco Pereira  | Wilson Pereira Lavor    | Santa María de Araras             | 1:59.60           |
| 1984 | Hipódromo Chile                | 2.000 metros      | Arena             | HIGH MASTER       |                   | Hawk II           |                   | La Pola           |                   | Adolfo González    | Juan Cavieres A.        | Santa Eladia                      | 2:05.60           |
| 1983 | Cidade Jardim                  | 2.000 metros      | Césped            | DEREK             |                   | Kublain Khan      |                   | Epinette          |                   | Luis C. Silva      | José S. Da Silva        | São José e Expedictus             | 2:09.00           |
| 1982 | San Isidro                     | 2.000 metros      | Césped            | DUPLEX            |                   | Breeder's Dream   |                   | Dulcine           |                   | Jorge García       | Walfrido García         | Jupiá                             | 1:58.20           |
| 1981 | Maroñas                        | 2.000 metros      | Arena             | DARK BROWN        |                   | Tumble Lark       |                   | Nogueira          |                   | Antonio Bolino     | Abadio Cabreira         | Rosa do Sul                       | 2:01.20           |

Nota: Este clásico no se corrió desde el año 2000 hasta el 2003.
- Some in Tieme (BRA), es ganador del Gran Premio Latinoamericano 2016 por descalificación del ganador Don Inc (ARG) y también se descalifica al quinto clasificado Río Allipén (CHI) ambos por dopaje.[9]

## Récords
Caballo con más victorias:
- Much Better : 2 (1994, 1996)

Jinetes más ganadores:
- Jorge Ricardo : 5 (1991, 1994, 1996, 1998, 2007)
- Edwin Talaverano : 3 (1993, 1999, 2015)
- Carlos Trujillo : 3 (2008, 2011, 2024)
- Jorge Valdivieso : 2 (1989, 2005)
- Victor Bardales : 2 (1986, 1987)

Entrenadores más ganadores:
- João Luiz Maciel : 3 (1991, 1994, 1996)
- Jorge Salas Vera : 2 (2008, 2011)

Propietarios más ganadores:
- Stud Myrna : 2 (2008, 2011)
- Stud TNT : 2 (1994, 1996)

Títulos por País:
- Brasil : 11 (1981, 1982, 1983, 1985, 1991, 1994, 1996, 1998, 2009, 2016, 2023)
- Chile : 10 (1984, 1988, 1990, 1995, 1997, 2010, 2012, 2013, 2019, 2022)
- Paraguay : 10 (1986, 1987, 1993, 1999, 2004, 2008, 2011, 2014, 2015, 2024)
- Perú : 9 (1986, 1987, 1993, 1999, 2004, 2008, 2011, 2014, 2024)
- Argentina : 7 (1989, 1992, 2005, 2006, 2017, 2018, 2020)
- Uruguay : 2 (2007, 2021)